# ISAM
Индексно последователният метод (на английски: Indexed Sequential Access Method, ISAM, ИПМ) е метод за съхранение на данни за бързо четене. ИПМ оригинално е разработен от IBM за техните универсални изчислителни машини и днес формира основния метод за съхранение на почти всички бази данни – релационни и нерелационни.
В една ИПМ система, данните се организират в записи, състоящи се от полета с фиксирана дължина. Записите се съхраняват последователно в началото, за да ускорят скоростта при достъп до лентови устройства. Втори набор от хеш таблици, познат като индекси, съдържа „указатели“ в таблиците, позволявайки единични записи да бъдат изчетени без да се търси целия набор от данни. Това е изместване от противоположната навигационна база данни, в която указателите към други данни се съхраняват в самите записи. Ключовите подобрения в ИПМ се състоят в това, че индексите са малки и могат да бъдат претърсвани бързо, позволявайки на базата данни тогава да прави достъп само до записите, от които има нужда. Освен това модификации на данните не изискват промяна на други данни, а само на съответната таблица и индексите ѝ.
Релационните бази данни могат лесно да бъдат построени на основата на ИПМ чрез добавяне на логика, за да се поддържа валидността на връзките между таблиците. Обикновено полето, което се ползва като връзка, външният ключ, ще бъде индексирано за бързо търсене. Докато това е по-бавно отколкото просто да се съхрани указателят към съответните данни директно в записите, то също означава и че промените във физическия изход на данните не изискват никакви промени на указателите и записа все още ще бъде валиден.
ИПМ е много лесен за разбиране и внедряване като основно се състои от директен, последователен достъп до файл с база данни. Освен това не отнема много ресурси. Възможен е на цената на това всяка клиентска машина да трябва да управлява своя собствена връзка до всеки файл, който достъпва. Това от своя страна води до възможността за конфликт при добавяне в тези файлове, водещо до несъгласувано състояние на базата данни. Това обикновено се решава чрез добавянето на работна платформа от тип „клиент-сървър“, която води клиентските заявки и се грижи за подреждането им. Това е основната концепция зад СУБД, която е клиентски слой над подлежащия склад за съхранение на данни.
ИПМ е подменена в IBM с методология наречена Virtual storage access method. По късно, IBM разработва DB2, която от 2004 IBM промотира като своята основна система за управление на бази данни.
MySQL внедрява и разширява ИПМ като MyISAM.
RMS файлова система включена в операционната система OpenVMS е един пример на ИПМ файлова система. Borland Paradox е друг.